# Smula ås
Smula ås är ett naturreservat i Falköpings kommun i Västergötland.
Området avsattes som naturreservat 1964 och är 3 hektar stort.  Det består av ett kulligt åslandskap vid Ätran.
Smula ås är en nästan kilometerlång åsrygg. Den är bitvis brant och höjer sig över omgivande landskap. Floran är kalkpåverkad. Där växer fältvädd, trollsmultron, drakblomma, smalbladig lungört, backtimjan, backsippa, blodnäva, färgmåra och backsmultron. I övrigt växer enbuskar och enstaka träd.   
Området ingår i EU:s ekologiska nätverk av skyddade områden, Natura 2000.